# Toutuo (köpinghuvudort i Kina, Zhejiang Sheng, lat 28,63, long 121,14)
Toutuo (kinesiska: 头陀, 头陀镇) är en köpinghuvudort i Kina. Den ligger i provinsen Zhejiang, i den östra delen av landet, omkring 200 kilometer sydost om provinshuvudstaden Hangzhou. Antalet invånare är 31 743. Befolkningen består av 15 556 kvinnor och 16 187 män. Barn under 15 år utgör 14,0 %, vuxna 15-64 år 72 %, och äldre över 65 år 12,0 %.
Runt Toutuo är det tätbefolkat, med 881 invånare per kvadratkilometer. Närmaste större samhälle är Huangyan, 12,3 km öster om Toutuo. I omgivningarna runt Toutuo växer i huvudsak blandskog.
Genomsnittlig årsnederbörd är 2 144 millimeter. Den regnigaste månaden är augusti, med i genomsnitt 395 mm nederbörd, och den torraste är januari, med 73 mm nederbörd.